# Судска служба Њеног величанства
Судска служба Њеног величанства (енгл. Her Majesty's Courts Service (HMCS)) је извршна агенција Министарства правде Уједињеног Краљевства одговорна за правосудну управу у грађанским, породичним и кривичним судовима Енглеске и Велса.
Судска служба Њеног величанства врши правосудну управу у Апелационом суду, Високом суду, Краљевском суду, магистратским судовима и окружним судовима Енглеске и Велса.
Када је судска служба успостављена управљала је са седам региона који су били одговорни за 42 локална подручја. Године 2007. структура је реорганизована смањујући број локалних подручја са 42 на 24. Овим подручјима руководе подручни директори. Они раде заједно са окружним одборима да би се остварила добра координација Агенције са потребама појединих локалних подручја.